# Лонг-Айленд (протока)

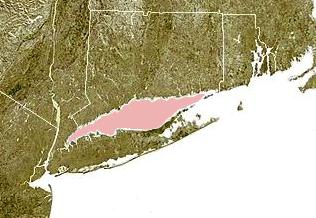
Лонгайлендська протока (показана рожевим)

Протока або затока Лонг-Айленд (англ. Long Island Sound) — розташована у східній частині США.
Протока Лонг-Айленд є частиною Атлантичного океану між південним берегом штату Коннектикут і північним берегом острова Лонг-Айленд у штаті Нью-Йорк. Протока Лонг-Айленд розділяє Нову Англію від Середньоатлантичних Штатів.
Довжина протоки — близько 150 км, ширина до 32 км. У західній частині протока переходить у вузьку протоку («річку») Іст-Рівер, на берегах якої розташований Нью-Йорк. Берегова лінія сильно порізана, з боку океану безліч піщаних кіс.